# Millenovecentonovantadieci
Millenovecentonovantadieci è una rappresentazione teatrale diretta da Massimo Romeo Piparo e scritta da Corrado Guzzanti. 
Lo spettacolo ha debuttato il 6 febbraio 1996 al Teatro Errico Petrella di Longiano e, dopo un anno di tournée, il 15 giugno 1997, in una delle ultime tappe, è stato trasmesso in diretta su Rai 2 dal Palapartenope di Napoli per la regia di Riccardo Donna.
Nel 1998 la Cecchi Gori Home Video ha pubblicato in VHS la registrazione avvenuta nel 1997 presso il Teatro del Giglio di Lucca per la regia di Corrado De Marchi. Nel luglio 2008, la BUR ha ripubblicato la registrazione nella collana senzafiltro, con allegato un libro contenente il copione dello spettacolo ed una nuova prefazione dell'autore che commentava gli anni appena trascorsi.

## Trama
Giancarlo Santini, un giovane nato nel 2025 e dall'apparente età di 30 anni, torna indietro nel tempo grazie alle nuove tecnologie e chiede asilo politico a Cantamaglia, un poliziotto siciliano, al quale racconta, inserendo in una presa fissata sulla schiena un chip con il quale cambia personalità ed assume l'identità dei personaggi che vuole descrivere, il futuro desolante dell'Italia dei giornalisti showman (la triade Gianfranco Funari, Paolo Liguori, Emilio Fede), dei registi incapaci (Rokko Smithersons) e dei politici trasformisti (Walter Veltroni) responsabili del declino culturale e umano del popolo italiano.

## Produzione
Il copione dello spettacolo, durante la tournée, ha subìto delle leggere modifiche a seconda degli avvenimenti politici, in particolare a seguito delle elezioni. Una modifica sostanziale inoltre riguarda la conclusione dello spettacolo: nella registrazione avvenuta a Lucca (presente nella VHS e nel DVD), dopo l'esame di maturità universale di Lorenzo, sugli schermi viene trasmesso uno sketch in cui Guzzanti nei panni di Emilio Fede ordina al suo inviato Afrosio (sempre interpretato da Guzzanti) di inserire un dossier all'interno dell'auto di Antonio Di Pietro; nel copione in allegato al DVD e nella registrazione trasmessa in diretta su Rai 2, invece, a seguito del successo ottenuto al Pippo Chennedy Show, al posto di questo video è previsto un ritorno in scena di Guzzanti nei panni di Quelo per riproporre le più celebri battute del santone.